# Анела
Анѐла (на италиански и на сардински: Anela) е село и община в Южна Италия, провинция Сасари, автономен регион и остров Сардиния. Разположено е на 446 m надморска височина. Населението на общината е 673 души (към 2010 г.).